# Монреаль (замок)
Монреаль (лат. mont regalis — «королевский холм») — замок крестоносцев в Иордании.

## История
Замок был построен в 1115 году Балдуином I Иерусалимским. Через него проходили паломнические маршруты и караваны из Сирии в Аравию. Поэтому Балдуин контролировал путь и путники должны были получить разрешение, чтобы пройти через эти земли.
До 1141 года находился под контролем Иерусалимского королевства. Позже стал частью Трансиордании. В мае 1189 года после долгой осады был захвачен Саладином.